# Jouleův–Braytonův cyklus
Jouleův-Braytonův cyklus nebo Jouleův-Braytonův oběh je ideální tepelný oběh sestávající z vratných změn. Joule-Braytonův cyklus představuje modifikaci Ericssonova-Braytonova cyklu za účelem zvýšení jeho účinnosti. Popisuje práci turbíny, kde přívod a odvod tepla je uskutečňován při konstantním tlaku, ale:
- komprese je izotermická,
- využívá se úplná regenerace tepla (odchozí plyn ohřívá vstupující plyn).

Takový model není možné v praxi dosáhnout, protože vyžaduje protiproudý výměník tepla s nekonečně velkou výměnnou plochou a nulovým teplotním spádem mezi ohřívanou a ohřívací látkou. Prakticky se dá tomuto cyklu přiblížit vícestupňovou kompresí s mezichlazením a vícestupňovou expanzí s přihříváním.

## Diagram Joule-Braytonova cyklu

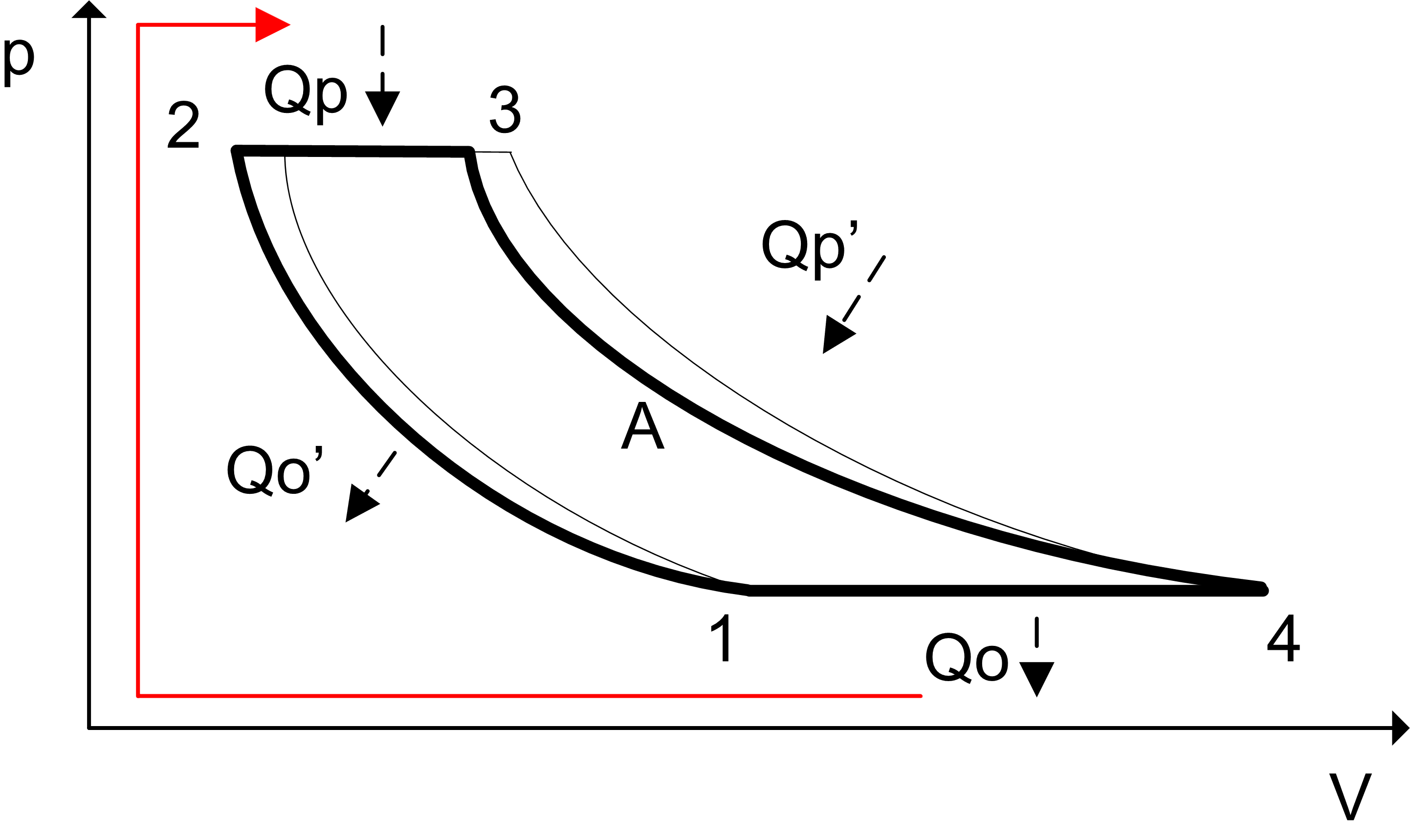
Znázornění Joule—Braytonova cyklu v pV diagramu. Červenou šipkou je naznačena regenerace tepla.

Jednotlivé fáze Jouleova-Braytonova cyklu znázorňuje diagram vyjadřující závislost tlaku na objemu (pV diagram). Zanesením všech čtyř fází cyklu do jednoho diagramu získáme oblast ohraničenou dvěma izotermami a dvěma izobarami. Obsah této oblasti odpovídá práci vykonané strojem.
{\displaystyle A\equiv Q_{p}+Q_{p}'-Q_{o}-Q_{o}'\,\!}
- křivka mezi body 1 a 2 – izotermická komprese
- křivka mezi body 2 a 3 – izobarický přívod tepla
- křivka mezi body 3 a 4 – izotermická expanze
- křivka mezi body 4 a 1 – izobarický odvod tepla

V diagramu je pro srovnání naznačen i Ericssonův-Braytonův cyklus a směr regenerace tepla. Teoreticky platí {\displaystyle Q_{p}'=Q_{o}'}.